# Vin moelleux
Pour les articles homonymes, voir Moelleux.

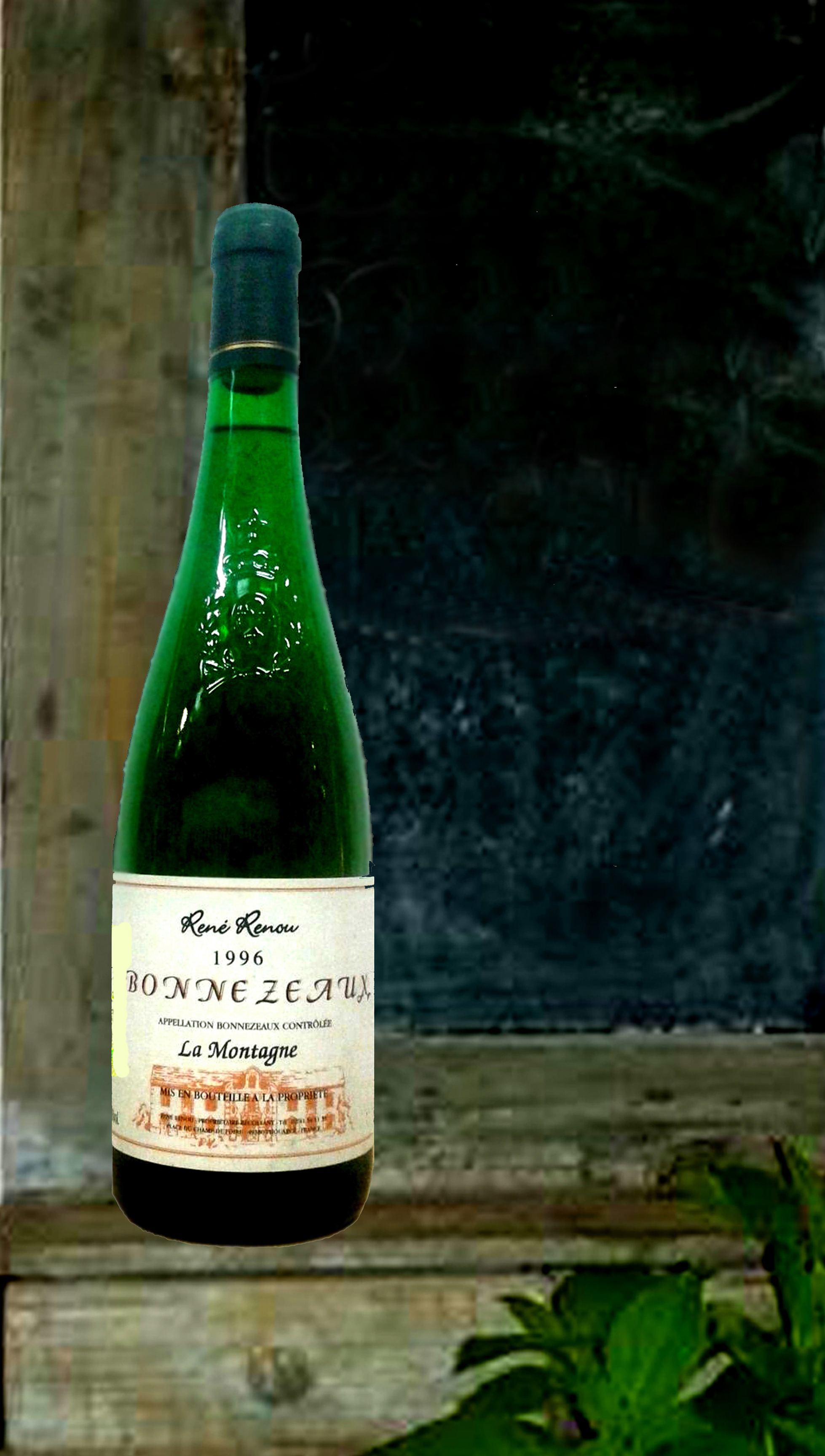
Un des vins moelleux de France
AOC Bonnezeaux La Montagne.

Un vin moelleux est un vin dont la teneur en sucre est de l'ordre de 10 à 45 grammes par litre. Un vin de plus de 45 grammes de sucre par litre entre dans la catégorie des vins liquoreux.

## Définition
« Moelleux : se dit d’un vin à la douceur veloutée, un vin onctueux qui donne une sensation de velours en bouche. La sensation de moelleux, est perçue par le bout de la langue ».

## Réglementation communautaire
Ce type de vin est régi par une réglementation européenne. Il doit avoir une teneur en sucre après fermentation comprise entre 12 et 45 grammes par litre. Ce vin conserve « des sucres résiduels non fermentés et dont la teneur en sucre est de 10 à 45 grammes par litre au maximum. ».

## Vinification
Ces vins blancs sont élaborés à partir de cépages blancs qui possèdent, à la vendange, une très riche concentration en sucres. Celle-ci peut être obtenue soit par des raisins atteints de pourriture noble (Botrytis Cinerea), soit par passerillage, celui-ci peut concerner tant les raisins cueillis en surmaturité, que ceux desséchés sur paille ou sur claies, soit en récoltant des grains gelés (vin de glace).
Après les vendanges, souvent effectuées par tries successives, le vin est obtenu par un pressurage lent, puis un débourbage afin de le clarifier. La fermentation alcoolique est thermorégulée et l'arrêt des fermentations se fait par sulfitage. Viennent ensuite le soutirage, puis une réfrigération pour obtenir une filtration.